# María Echavarría
María Echavarría, född 7 juli 1960, är en colombiansk bågskytt. Hon deltog vid olympiska sommarspelen 1992.